# تاكاشي مايكه
تاكاشي مايكه (باليابانية: 三池崇史 ) (و. 1960  م) هو مخرج أفلام، ومنتج أفلام، وكاتب سيناريو، وممثل، وممثل أفلام ياباني، ولد في ياو، أوساكا.

## اعمال

### افلام
- غوزو (2003)
- ثلاث... متطرفين (2004)

## التعليم
تعلم في Japan Institute of the Moving Image ‏

## وصلات خارجية
- تاكاشي مايكه على موقع IMDb (الإنجليزية)
- تاكاشي مايكه على موقع مونزينجر (الألمانية)
- تاكاشي مايكه على موقع ألو سيني (الفرنسية)
- تاكاشي مايكه على موقع ميوزك برينز (الإنجليزية)
- تاكاشي مايكه على موقع أول موفي (الإنجليزية)
- تاكاشي مايكه على موقع قاعدة بيانات الأفلام السويدية (السويدية)
- تاكاشي مايكه على موقع إن إن دي بي (الإنجليزية)
- تاكاشي مايكه على موقع ديسكوغز (الإنجليزية)
- تاكاشي مايكه على موقع قاعدة بيانات الفيلم (الإنجليزية)
- تاكاشي مايكه على موقع كينوبويسك (الروسية)